# Arpajon
Arpajon – miejscowość i gmina we Francji, w regionie Île-de-France, w departamencie Essonne.
Według danych na rok 1990 gminę zamieszkiwały 8713 osoby, a gęstość zaludnienia wynosiła 3630 osób/km² (wśród 1287 gmin regionu Île-de-France Arpajon plasuje się na 253. miejscu pod względem liczby ludności, natomiast pod względem powierzchni na miejscu 849.).

## Gospodarka
W Arpajon siedzibę ma francuski oddział duńskiego koncernu Chr. Hansen France SAS, światowego lidera produkcji bakterii jogurtowych. 